# Jan van Saint-Pol
Jan van Saint-Pol (overleden in 1344) was van 1317 tot aan zijn dood graaf van Saint-Pol. Hij behoorde tot het huis Châtillon.

## Levensloop
Jan was de oudste zoon van graaf Gwijde IV van Saint-Pol en diens echtgenote Maria, dochter van hertog Jan II van Bretagne. In 1317 volgde hij zijn vader op als graaf van Saint-Pol.
Hij was betrokken bij verschillende belangrijke staatszaken van koning Filips VI van Frankrijk. In de Honderdjarige Oorlog diende hij in het leger van Filips VI tegen koning Eduard III van Engeland.
In 1344 stierf hij. Hij werd als graaf van Saint-Pol opgevolgd door zijn zoon Gwijde V

## Huwelijk en nakomelingen
In december 1329 huwde Jan met Johanna, dochter van baron Jean de Fiennes. Ze kregen drie kinderen:
- Gwijde V (overleden in 1360), graaf van Saint-Pol
- Mahaut, huwde in 1350 met Gwijde van Luxemburg, graaf van Ligny
- Johanna (overleden in 1389), vrouwe van Freneuch

## Voorouders
| Voorouders van Jan van Saint-Pol (-1344) | Voorouders van Jan van Saint-Pol (-1344)                              | Voorouders van Jan van Saint-Pol (-1344)                              | Voorouders van Jan van Saint-Pol (-1344)                              | Voorouders van Jan van Saint-Pol (-1344)                              | Voorouders van Jan van Saint-Pol (-1344)                              | Voorouders van Jan van Saint-Pol (-1344)                              | Voorouders van Jan van Saint-Pol (-1344)                                   | Voorouders van Jan van Saint-Pol (-1344)                                   |
| ---------------------------------------- | --------------------------------------------------------------------- | --------------------------------------------------------------------- | --------------------------------------------------------------------- | --------------------------------------------------------------------- | --------------------------------------------------------------------- | --------------------------------------------------------------------- | -------------------------------------------------------------------------- | -------------------------------------------------------------------------- |
| Overgrootouders                          | Hugo V van Saint-Pol (1197-1248) ∞ Maria van Blois (1205-1241)        | Hugo V van Saint-Pol (1197-1248) ∞ Maria van Blois (1205-1241)        | Hendrik II van Brabant (1207-1248) ∞ Maria van Zwaben (1201-1235)     | Hendrik II van Brabant (1207-1248) ∞ Maria van Zwaben (1201-1235)     | Peter Mauclerc (1187-1250) ∞ Adelheid van Bretagne (1200-1221)        | Peter Mauclerc (1187-1250) ∞ Adelheid van Bretagne (1200-1221)        | Theobald I van Navarra (1201-1253) ∞ Agnes van Beaujeu-Montpensier (-1231) | Theobald I van Navarra (1201-1253) ∞ Agnes van Beaujeu-Montpensier (-1231) |
| Grootouders                              | Gwijde III van Saint-Pol (-1289) ∞ Mathilde van Brabant (1224-1288)   | Gwijde III van Saint-Pol (-1289) ∞ Mathilde van Brabant (1224-1288)   | Gwijde III van Saint-Pol (-1289) ∞ Mathilde van Brabant (1224-1288)   | Gwijde III van Saint-Pol (-1289) ∞ Mathilde van Brabant (1224-1288)   | Jan I van Bretagne (1217-1286) ∞ Blanche van Navarra (1226-1283)      | Jan I van Bretagne (1217-1286) ∞ Blanche van Navarra (1226-1283)      | Jan I van Bretagne (1217-1286) ∞ Blanche van Navarra (1226-1283)           | Jan I van Bretagne (1217-1286) ∞ Blanche van Navarra (1226-1283)           |
| Ouders                                   | Gwijde IV van Saint-Pol (-1317) ∞ 1223 Maria van Bretagne (1268-1339) | Gwijde IV van Saint-Pol (-1317) ∞ 1223 Maria van Bretagne (1268-1339) | Gwijde IV van Saint-Pol (-1317) ∞ 1223 Maria van Bretagne (1268-1339) | Gwijde IV van Saint-Pol (-1317) ∞ 1223 Maria van Bretagne (1268-1339) | Gwijde IV van Saint-Pol (-1317) ∞ 1223 Maria van Bretagne (1268-1339) | Gwijde IV van Saint-Pol (-1317) ∞ 1223 Maria van Bretagne (1268-1339) | Gwijde IV van Saint-Pol (-1317) ∞ 1223 Maria van Bretagne (1268-1339)      | Gwijde IV van Saint-Pol (-1317) ∞ 1223 Maria van Bretagne (1268-1339)      |